# Pabuchil Covadonga
Pabuchil Covadonga är en ort i Mexiko.   Den ligger i kommunen Huitiupán och delstaten Chiapas, i den sydöstra delen av landet, 700 km öster om huvudstaden Mexico City. Pabuchil Covadonga ligger 724 meter över havet och antalet invånare är 183.
Terrängen runt Pabuchil Covadonga är kuperad åt sydväst, men åt nordost är den bergig. Runt Pabuchil Covadonga är det ganska tätbefolkat, med 104 invånare per kvadratkilometer. Närmaste större samhälle är Simojovel de Allende, 3,1 km norr om Pabuchil Covadonga. I omgivningarna runt Pabuchil Covadonga växer i huvudsak städsegrön lövskog.